# Тополово (Хасковська область)
Топо́лово (болг. Тополово) — село в Хасковській області Болгарії. Входить до складу общини Маджарово.

## Населення
За даними перепису населення 2011 року у селі проживали 106 осіб.
Національний склад населення села:
| Національність   | Кількість осіб | Відсоток |
| ---------------- | -------------- | -------- |
| турки            | 30             | 78,9%    |
| болгари          | 8              | 21,1%    |
| цигани           | 0              | 0%       |
| інша             | 0              | 0%       |
| не визначились   | 0              | 0%       |
| Всього відповіли | 38             |          |

Розподіл населення за віком у 2011 році:
Динаміка населення: